# ۴-اگزالوکروتونات تائوتومراز
۴-اگزالوکروتونات تائوتومراز (انگلیسی: 4-Oxalocrotonate tautomerase) یک آنزیم است که ۲-هیدروکسی‌موکونات را، به کتونِ اشباع‌نشدهٔ آلفابتایِ «۲-اُکسو-۳هگزندیونات» تبدیل می‌کند. این آنزیم بخشی از مسیر متابولیک باکتری‌هاست که سبب کاتابولیسم اکسیداتیو تولوئن، زایلین، ۳-اتیل‌تولوئن و ۱٬۲٬۴-تری‌متیل‌بنزن و تبدیل آنها به مواد واسطه‌ای در چرخه اسید سیتریک می‌شود. اندازهٔ مونومر این آنزیم در حدود ۶۲ اسید آمینه است و یکی از کوچکترین زیرواحدهای آنزیمی شناخته‌شده‌است. در محلول‌ها، این آنزیم تشکیل یک ساختار ۶ تایی (هگزامر) را می‌دهد و جایگاه فعال آن با مشارکت اسیدهای آمینه‌ای از تمامی زیرواحدها ساخته می‌شود. یک مورد غیرعادی دیگر دربارهٔ این آنزیم آن است که از یک عاملِ پرولینی در ریشهٔ آمینوی خود در به‌عنوان جایگاه فعال استفاده می‌کند.